# Strcpy
strcpy è una funzione della libreria standard del C definita nel file header string.h che copia una stringa da una locazione ad un'altra.
Il prototipo della funzione è:
```
 
char
 
*
strcpy
(
char
 
*
destinazione
,
 
const
 
char
 
*
sorgente
);

```

L'ordine degli argomenti fa in modo che l'assegnazione sia fatta in modo che sorgente sia copiato in destinazione.

## Esempio d'uso
Ad esempio
```
char
 
*
str1
 
=
 
"abcdefghijklmnop"
;

char
 
*
str2
 
=
 
malloc
(
sizeof
(
char
)
*
100
);
 
/* deve essere abbastanza grande in modo da contenere l'intera stringa! */

strcpy
(
str2
,
 
str1
);
 
/* str2 ora e' "abcdefghijklmnop" */

str2
[
0
]
 
=
 
'A'
;
 
/* str2 ora e' "Abcdefghijklmnop" */

```

Nella seconda linea è allocata la memoria per la copia della stringa, poi la stringa è copiata da un blocco di memoria ad un altro, infine la prima lettera della stringa copiata viene modificata.

## Implementazione
Una comune implementazione della funzione è:
```
char
 
*
strcpy
(
char
 
*
dest
,
 
const
 
char
 
*
src
)

{

	
char
 
*
tmp
 
=
 
dest
;

	
while
 
((
*
dest
++
 
=
 
*
src
++
)
 
!=
 
'\0'
)

		
/* nothing */
;

	
return
 
tmp
;

}

```